# FASTA format
Format FASTA – format zapisu sekwencji kwasów nukleinowych oraz białek używany w bioinformatyce. Nukleotydy (dla DNA i RNA) oraz aminokwasy (dla białek) oznaczone są jednoliterowymi skrótami. Format FASTA uwzględnia również możliwość dodawania opisów i komentarzy do sekwencji.

## Format
Dane zapisane w formacie FASTA składają się z pojedynczej linii tekstu zawierającej opis sekwencji oraz z kolejnych linii zawierających samą sekwencję. Linia z opisem rozpoczyna się od znaku "większe niż" (">"). Pierwsze słowo po tym znaku służy jako identyfikator sekwencji. Dalej w tej samej linii umieszczany jest opis. W kolejnych liniach znajduje się ciąg znaków składający się na sekwencję. Przykładowa sekwencje w formacie FASTA wygląda tak:
```
>Keratyna 5, egzon 2, Homo sapiens
GTGCGGTTCCTGGAGCAGCAGAACAAGGTTCTGGACACCAAGTGGACCCTGCTGCAGGAG
CAGGGCACCAAGACTGTGAGGCAGAACCTGGAGCCGTTGTTCGAGCAGTACATCAACAAC
CTCAGGAGGCAGCTGGACAGCATCGTGGGGGAACGGGGCCGCCTGGACTCAGAGCTGAGA
AACATGCAGGACCTGGTGGAAGACTTCAAGAACAA
```

## Oznaczenia literowe
Nukleotydy są oznaczane za pomocą:  
| Symbol | Znaczenie                           |
| ------ | ----------------------------------- |
| A      | adenozyna                           |
| C      | cytozyna                            |
| G      | guanina                             |
| T      | tymidyna                            |
| U      | uracyl                              |
| R      | G A (puryna)                        |
| Y      | T C (pirymidyna)                    |
| K      | G T (grupa ketonowa)                |
| M      | A C (grupa aminowa)                 |
| S      | G C (silne oddziaływanie)           |
| W      | A T (słabe oddziaływanie)           |
| B      | G T C (nie A, B jest po A)          |
| D      | G A T (nie C, D jest po C)          |
| H      | A C T (nie G, H jest po G)          |
| V      | G C A (nie T, V jest po U)          |
| N      | A G C T (którykolwiek, od ang. any) |
| X      | zamaskowany                         |
| -      | przerwa nieokreślonej długości      |

Aminokwasy są określane za pomocą:
| Symbol | Znaczenie                        |
| ------ | -------------------------------- |
| A      | alanina                          |
| B      | kwas asparaginowy lub asparagina |
| C      | cysteina                         |
| D      | kwas asparaginowy                |
| E      | kwas glutaminowy                 |
| F      | fenyloalanina                    |
| G      | glicyna                          |
| H      | histydyna                        |
| I      | izoleucyna                       |
| K      | lizyna                           |
| L      | leucyna                          |
| M      | metionina                        |
| N      | asparagina                       |
| O      | pirolizyna                       |
| P      | prolina                          |
| Q      | glutamina                        |
| R      | arginina                         |
| S      | seryna                           |
| T      | treonina                         |
| U      | selenocysteina                   |
| V      | walina                           |
| W      | tryptofan                        |
| Y      | tyrozyna                         |
| Z      | kwas glutaminowy lub glutamina   |
| X      | którykolwiek                     |
| *      | koniec translacji                |
| -      | przerwa nieokreślonej długości   |